# Alwin Elling
Karl Alwin Elling (* 20. Juli 1897 in Hannover; † 7. November 1973 ebenda) war ein deutscher Filmregisseur und Filmproduzent.

## Leben und Wirken
Elling absolvierte bis zur Promotion von 1920 bis 1924 in Göttingen ein Musikstudium. Anschließend knüpfte er Kontakte zur Filmbranche und arbeitete als Schnittmeister. Nebenbei gab er 1932 sein Regiedebüt bei einem Kurzfilm. Im April 1934 gründete er gemeinsam mit Walter Bergmann die Astra-Film Herstellungs- und Vertriebsgesellschaft m.b.H. Er drehte leichtgewichtige Unterhaltung ohne größeren Anspruch, Komödien und Lustspiele harmloser Machart, gelegentlich unter der Aufnahmeleitung seines jüngeren Bruders Adolf Elling.
Der mit einer zwölf Jahre älteren Jüdin verheiratete Alwin Elling geriet im Laufe der Jahre bei den nationalsozialistischen Machthabern unter Druck, erhielt kaum mehr Spielfilm-Aufträge und konnte seinen Lebenserwerb nach 1938 fast nur noch mit der Herstellung von Lehrfilmen für die Wehrmacht verdienen. Kurz nach 1945 gingen er und seine jüdische Gattin Anna für einige Zeit in die USA, wo Elling in den ausgehenden 1940er Jahren als Schauspieler an Walter Wicclairs "Freier Bühne" wirkte. Wieder zurück in (der Bundesrepublik) Deutschland, konnte er nur schwer Anschluss an das Kinofilmschaffen der Bundesrepublik finden. Schließlich kehrte Alwin Elling in seine Heimatstadt Hannover heim.

## Filme (als Ton- und Filmeditor)
- 1930: Der Andere
- 1930: Stürme über dem Montblanc
- 1930: Die Firma heiratet
- 1931: Walzerparadies
- 1931: Gloria
- 1931: Die schwebende Jungfrau
- 1931: Der unbekannte Gast
- 1931: Der Zinker
- 1932: Drei von der Kavallerie
- 1932: Melodie der Liebe
- 1932: Kampf
- 1932: Moral und Liebe
- 1933: Ein Unsichtbarer geht durch die Stadt
- 1934: Der schwarze Walfisch
- 1934: Ein Walzer für dich
- 1935: Wer wagt – gewinnt
- 1935: Eva

## Filme (als Regisseur)
- 1932: Nur ein Viertelstündchen (Kurzfilm, auch Drehbuchmitarbeit)
- 1932: Herr Direktor engagiert (Kurzfilm, auch Drehbuch)
- 1935: Achte mir aufs Gakeki (Kurzfilm, auch Produzent)
- 1935: Eine Seefahrt, die ist lustig (auch Produzent)
- 1936: Trau, schau, wem (Kurzfilm)
- 1936: Befehl ist Befehl
- 1936: Hummel – Hummel
- 1936: Ballmutter (Kurzfilm)
- 1936: Der lustige Witwenball (auch Drehbuchmitarbeit und Produzent)
- 1936: Meine Frau, die Perle
- 1937: Karussell (auch Drehbuchmitarbeit)
- 1937: Kein Wort von Liebe
- 1938: Kleines Bezirksgericht (auch Produzent)
- 1941: Ehe man Ehemann wird (auch Produzent)
- 1943: Überwinden von Minensperren (Dokumentar- und Lehrfilm)
- 1954: Sanatorium total verrückt (auch Drehbuchmitarbeit)
- 1958: Er ging an meiner Seite (nur Produktion)